# Josef Jacobs

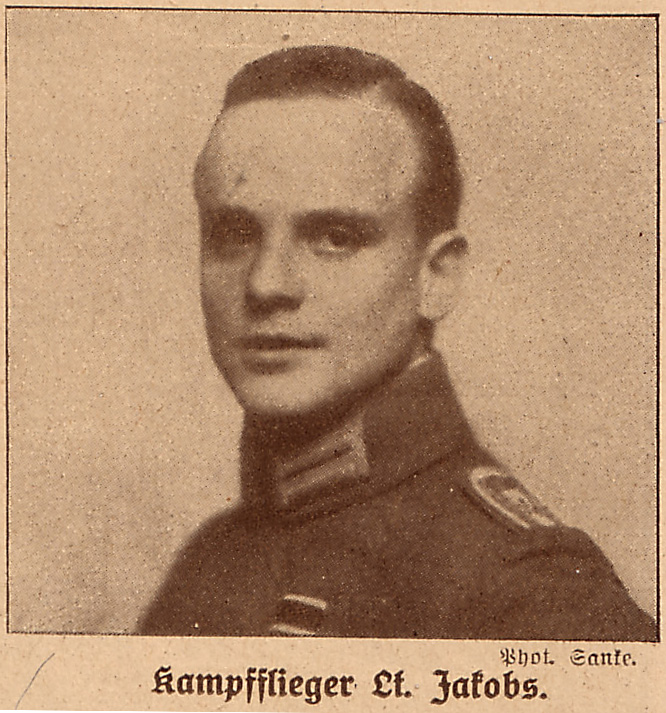
Leutnant Josef Jacobs

Josef Carl Peter Jacobs (* 15. Mai 1894 in Kreuzkapelle (Rheinland); † 29. Juli 1978 in München) war mit 48 Luftsiegen einer der erfolgreichsten deutschen Jagdflieger des Ersten Weltkrieges und Träger des Ordens „Pour le Mérite“.

## Leben
Josef Jacobs war der Sohn von Wilhelm Jacobs und Josefina Küppers. Er kam bereits vor dem Krieg an der Fliegerschule Bruno Werntgens mit der Fliegerei in Kontakt, musste aber nach dessen Fliegertod 1913 seine fliegerische Ausbildung unterbrechen und begann Maschinenbau zu studieren. Bei Kriegsausbruch meldete Jacobs sich als Freiwilliger zur Fliegertruppe und trat bei der Flieger-Ersatzabteilung 3 in Darmstadt die Ausbildung zum Flugzeugführer an, wurde von dort zum Armee-Flugpark 1 in Tergnier versetzt, von wo er über Hellmuth Wilberg zur Feldfliegerabteilung 11 gelangte und führte mit dem Beobachter Hermann Fricke, später ebenfalls Träger des Ordens „Pour le Mérite“, Artillerie- und Fernaufklärungseinsätze durch.
Im März 1916 erzielte Josef Jacobs mit seinem Fokker Eindecker den ersten Luftsieg. Es folgte eine Zeit bei einem Kampfeinsitzerkommando, bis er zwischen Oktober und November 1916 zur Jagdstaffel 12 kam. Von November 1916 bis August 1917 flog er bei der Jagdstaffel 22, bis er von August 1917 bis Kriegsende selbst Führer der Jagdstaffel 7 wurde.

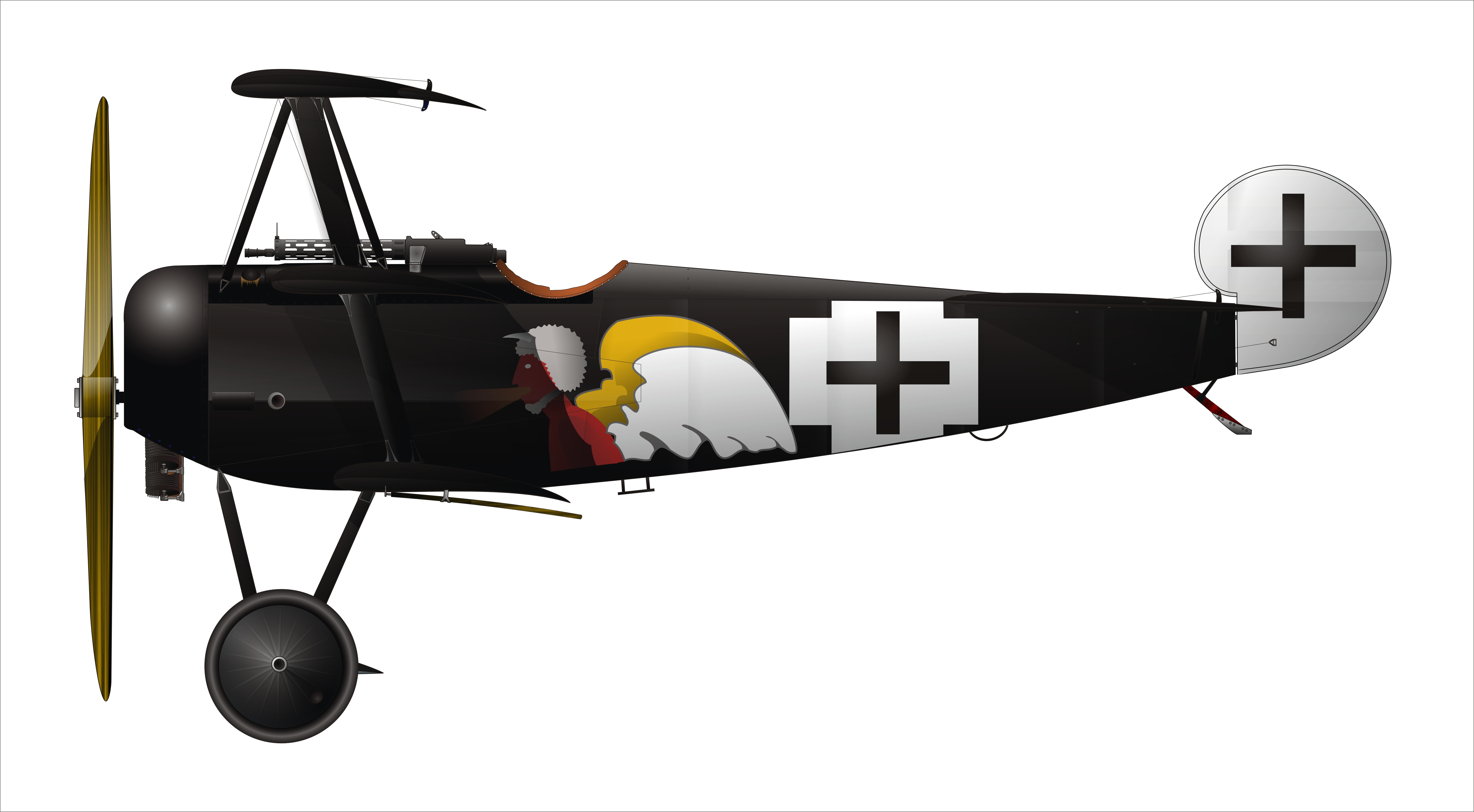
Fokker Dreidecker Dr.I 450/17: Lt. Joseph Jacobs war der erfolgreichste Pilot auf diesem Flugzeugtyp

Am 10. September 1917 besiegte er den erfolgreichen französischen Jagdflieger Jean Matton, der neun deutsche Flugzeuge abgeschossen hatte. Im Dezember 1917 stieß er während eines Luftkampfs mit dem Flugzeug einer Nachbarstaffel zusammen, bei dem sein Flugzeug schwer beschädigt, Flächenkühler, Propeller, Teile des Motors und die linke Verwindungsklappe abgerissen wurden. Mit viel Glück brachte er eine Bruchlandung zwischen den Linien zustande und rettete sich von Granattrichter zu Granattrichter auf die deutsche Seite. Auch dem anderen Jagdflieger gelang die Landung ohne das abgerissene Fahrgestell. Nach seinem 22. Luftsieg erhielt Jacobs am 18. Juli 1918 den Orden „Pour le Mérite“. Später kommentierte er seine Ordensverleihung: „Son Gedöns damals – wie der Wilhelm mir das Ding umgehängt hat: Wat bist du doch für'n armet Aas …“. Bis Kriegsende errang Jacobs 48 anerkannte Luftsiege. Er flog von 1918 bis Kriegsende auf einem Dreidecker Fokker Dr.I 450/17, dessen Motor er durch den einer abgeschossenen britischen Sopwith „Camel“ ersetzt hatte.
Nach dem Ersten Weltkrieg betätigte sich Josef Carl Jacobs unter anderem als Rennfahrer und wurde 1922 Sieger eines Rennens auf der AVUS in Berlin. In den 1930er Jahren wurde Jacobs zum Direktor bei den Adlerwerken in Frankfurt berufen. Am 21. Februar 1936 gründete er das „Reparaturwerk Erfurt Josef Jacobs“ in Erfurt, das 1937 in „Reparaturwerk Erfurt G.m.b.H.“ umfirmierte. Im Oktober 1940 löste Albert Kalkert, der zuvor bei der Gothaer Waggonfabrik als Flugzeugkonstrukteur tätig war, Jacobs als Direktor ab.

## Tod
Jacobs, Gründungs- und Ehrenmitglied der Gemeinschaft „Roter Baron Fliegervereinigung“, starb am 29. Juli 1978 als Sozialhilfeempfänger in München und fand seine letzte Ruhestätte auf dem Perlacher Friedhof. Er war von der deutschen Fliegertruppe des Ersten Weltkriegs der letzte lebende Ritter des Ordens Pour le Mérite und wurde mit vollen militärischen Ehren der Bundeswehr beerdigt.